# أنديرس والتر
أنديرس والتر (بالدنماركية: Anders Walter)‏ هو كاتب سيناريو ومخرج دنماركي، ولد في 5 فبراير 1978 في آرهوس في الدنمارك.

## وصلات خارجية
- أنديرس والتر على موقع IMDb (الإنجليزية)
- أنديرس والتر على موقع ألو سيني (الفرنسية)
- أنديرس والتر على موقع أول موفي (الإنجليزية)
- أنديرس والتر على موقع ديسكوغز (الإنجليزية)
- أنديرس والتر على موقع قاعدة بيانات الفيلم (الإنجليزية)
- أنديرس والتر على موقع كينوبويسك (الروسية)